# Mannschaftskader der I liga (Schach) 1984
Die Liste der Mannschaftskader der I liga (Schach) 1984 enthält alle Spieler, die in der polnischen I liga im Schach 1984 mindestens einmal eingesetzt wurden, mit ihren Ergebnissen.

## Allgemeines
Während Anilana Łódź in allen Wettkämpfen dieselben sechs Spieler einsetzte, spielten bei Avia Świdnik zehn Spieler mindestens eine Partie. Insgesamt kamen 94 Spieler zum Einsatz, von denen 47 an allen Wettkämpfen teilnahmen.
Punktbeste Spielerin war Hanna Ereńska-Radzewska (Pocztowiec Poznań) mit 8,5 Punkten aus 11 Punkten. Agnieszka Brustman (Legion Warszawa) erreichte 8 Punkte aus 11 Partien, Henryk Sobura (Górnik 09 Mysłowice), Zbigniew Księski (Avia Świdnik), Roman Tomaszewski (Skra-Komobex Częstochowa) und Aleksander Sznapik (Maraton Warszawa) je 7,5 Punkte aus 11 Partien. Kein Spieler erreichte 100 %, Ereńska-Barlo gelang ebenfalls das prozentual beste Resultat.

## Legende
Die nachstehenden Tabellen enthalten folgende Informationen:
- Nr.: Ranglistennummer; ein zusätzliches "W" bezeichnet Frauen
- Titel: FIDE-Titel zum Zeitpunkt des Turniers; IM = Internationaler Meister, FM = FIDE-Meister, WGM = Großmeisterin der Frauen, WIM = Internationale Meisterin der Frauen, WFM = FIDE-Meisterin der Frauen
- Elo: Elo-Zahl zu Turnierbeginn (Stand: Juli 1984), für Spieler ohne Elo-Zahl ist die nationale Wertung eingeklammert angegeben
- Pkt.: Anzahl der erreichten Punkte
- Partien: Anzahl der gespielten Partien

## WKSz Legion Warszawa
| Nr. | Titel | Name                 | Elo  | Pkt. | Partien |
| --- | ----- | -------------------- | ---- | ---- | ------- |
| 1   | IM    | Jan Adamski          | 2430 | 6    | 11      |
| 2   | FM    | Rafał Marszałek      | 2275 | 6,5  | 11      |
| 3   |       | Bogusław Sygulski    | 2245 | 6,5  | 10      |
| 4   |       | Roman Hass           | 2205 | 0    | 2       |
| 5   |       | Anatol Łokasto       | 2305 | 5,5  | 8       |
| 6   |       | Marek Maćkowiak      | 2265 | 2    | 3       |
| 7   |       | Krzysztof Strzelecki | 2260 | 4,5  | 8       |
| 8   |       | Antoni Trylski       | 2215 | 1,5  | 2       |
| W1  | WIM   | Agnieszka Brustman   | 2315 | 8    | 11      |

## BKS Chemik Bydgoszcz
| Nr. | Titel | Name                   | Elo    | Pkt. | Partien |
| --- | ----- | ---------------------- | ------ | ---- | ------- |
| 1   | FM    | Andrzej Maciejewski    | 2335   | 6    | 11      |
| 2   | FM    | Julian Gralka          | 2345   | 7    | 11      |
| 3   |       | Andrzej Grabowski      | 2250   | 4,5  | 11      |
| 4   |       | Waldemar Hanasz        | 2250   | 5    | 11      |
| 5   |       | Aleksander Maliszewski | (2094) | 2    | 4       |
| 6   |       | Robert Maślanka        | 2250   | 4,5  | 7       |
| W1  | WIM   | Małgorzata Wiese       | 2125   | 6,5  | 11      |

## KS Górnik 09 Mysłowice
| Nr. | Titel | Name                   | Elo  | Pkt. | Partien |
| --- | ----- | ---------------------- | ---- | ---- | ------- |
| 1   | IM    | Włodzimierz Kruszyński | 2385 | 4,5  | 11      |
| 2   | IM    | Jacek Bielczyk         | 2375 | 6    | 11      |
| 3   | FM    | Stanisław Kostyra      | 2335 | 6,5  | 11      |
| 4   |       | Marian Twardoń         | 2340 | 7    | 11      |
| 5   |       | Henryk Sobura          | 2275 | 7,5  | 11      |
| W1  |       | Hanna Wesołowska       | 1970 | 3,5  | 10      |
| W2  |       | Barbara Graczyk        | 1920 | 0,5  | 1       |

## MZKS Pocztowiec Poznań
| Nr. | Titel | Name                    | Elo    | Pkt. | Partien |
| --- | ----- | ----------------------- | ------ | ---- | ------- |
| 1   | FM    | Ignacy Nowak            | 2395   | 7    | 11      |
| 2   |       | Mieczysław Stypka       | 2305   | 4,5  | 11      |
| 3   |       | Leszek Węglarz          | (2125) | 6    | 11      |
| 4   |       | Przemysław Ereński      | 2225   | 6,5  | 11      |
| 5   |       | Kuba Miedziński         | (2066) | 1    | 3       |
| 6   |       | Bogdan Sołtys           | (2079) | 2,5  | 5       |
| 7   |       | Marek Andrykowski       | (2000) | 0    | 3       |
| W1  | WGM   | Hanna Ereńska-Radzewska | 2240   | 8,5  | 11      |

## FKS Avia Świdnik
| Nr. | Titel | Name               | Elo    | Pkt. | Partien |
| --- | ----- | ------------------ | ------ | ---- | ------- |
| 1   | IM    | Krzysztof Pytel    | 2440   | 4    | 7       |
| 2   | FM    | Marek Hawełko      | 2420   | 6,5  | 11      |
| 3   | IM    | Zbigniew Szymczak  | 2335   | 6,5  | 11      |
| 4   |       | Zbigniew Księski   | 2400   | 7,5  | 11      |
| 5   |       | Michał Praszak     | (2140) | 5    | 9       |
| 6   |       | Tadeusz Lipski     | 2300   | 0,5  | 5       |
| 7   |       | Zdzisław Marciniak | (2000) | 0,5  | 1       |
| W1  |       | Bożena Rzeczycka   | (1750) | 2    | 5       |
| W2  |       | Ewa Wierzbicka     | (1700) | 1    | 2       |
| W3  |       | Irena Kasprzyk     | 2005   | 0,5  | 4       |

## MKS Start Lublin
| Nr. | Titel | Name             | Elo    | Pkt. | Partien |
| --- | ----- | ---------------- | ------ | ---- | ------- |
| 1   | IM    | Andrzej Sydor    | 2370   | 3,5  | 11      |
| 2   | IM    | Henryk Dobosz    | 2375   | 6,5  | 11      |
| 3   | FM    | Jan Przewoźnik   | 2320   | 7    | 11      |
| 4   |       | Sławomir Wach    | 2320   | 4,5  | 9       |
| 5   |       | Jerzy Dybowski   | 2245   | 6    | 11      |
| 6   |       | Marek Nowak      | (2000) | 0,5  | 2       |
| W1  |       | Urszula Nowik    | 1900   | 5    | 9       |
| W2  |       | Marzanna Szpytma | (1700) | 0,5  | 2       |

## KS Skra-Komobex Częstochowa
| Nr. | Titel | Name                   | Elo  | Pkt. | Partien |
| --- | ----- | ---------------------- | ---- | ---- | ------- |
| 1   | FM    | Artur Sygulski         | 2425 | 7    | 11      |
| 2   | FM    | Roman Tomaszewski      | 2405 | 7,5  | 11      |
| 3   |       | Jacek Flis             | 2375 | 4,5  | 11      |
| 4   |       | Witalis Sapis          | 2335 | 5    | 11      |
| 5   |       | Tomasz Giżyński        | 2290 | 0,5  | 2       |
| 6   |       | Tadeusz Karpik         | 2265 | 4,5  | 9       |
| W1  | WFM   | Bożena Sikora-Giżyńska | 2100 | 5,5  | 11      |

## KS Anilana Łódź
| Nr. | Titel | Name               | Elo  | Pkt. | Partien |
| --- | ----- | ------------------ | ---- | ---- | ------- |
| 1   | FM    | Waldemar Świć      | 2360 | 4,5  | 11      |
| 2   | FM    | Witold Balcerowski | 2320 | 5,5  | 11      |
| 3   |       | Tomasz Rakowiecki  | 2245 | 7    | 11      |
| 4   |       | Zbigniew Bator     | 2260 | 6,5  | 11      |
| 5   |       | Marek Zieliński    | 2260 | 6    | 11      |
| W1  | WIM   | Grażyna Szmacińska | 2120 | 7    | 11      |

## KS Maraton Warszawa
| Nr. | Titel | Name                 | Elo    | Pkt. | Partien |
| --- | ----- | -------------------- | ------ | ---- | ------- |
| 1   | IM    | Aleksander Sznapik   | 2445   | 7,5  | 11      |
| 2   | IM    | Andrzej Adamski      | 2350   | 4,5  | 11      |
| 3   |       | Wojciech Ehrenfeucht | 2320   | 6    | 11      |
| 4   | IM    | Romuald Grąbczewski  | 2290   | 1,5  | 6       |
| 5   | IM    | Stefan Witkowski     | 2260   | 3,5  | 7       |
| 6   |       | Marian Ziembiński    | 2260   | 2    | 3       |
| 7   |       | Krzysztof Paćko      | 2305   | 2    | 5       |
| 8   |       | Stefan Brzózka       | (2238) | 0,5  | 1       |
| W1  |       | Elżbieta Kowalska    | 1980   | 6,5  | 11      |

## SKS Start Łódź
| Nr. | Titel | Name                | Elo    | Pkt. | Partien |
| --- | ----- | ------------------- | ------ | ---- | ------- |
| 1   | IM    | Andrzej Łuczak      | 2400   | 4,5  | 11      |
| 2   |       | Andrzej Rosiak      | 2345   | 5    | 11      |
| 3   | FM    | Tadeusz Żółtek      | 2265   | 6,5  | 11      |
| 4   |       | Robert Andrzejewski | 2305   | 3    | 7       |
| 5   |       | Sławomir Domagała   | (2106) | 3    | 7       |
| 6   |       | Ryszard Wolny       | 2230   | 4    | 8       |
| W1  |       | Lucyna Krawcewicz   | 1945   | 3    | 11      |

## GKS Gedania Gdańsk
| Nr. | Titel | Name               | Elo  | Pkt. | Partien |
| --- | ----- | ------------------ | ---- | ---- | ------- |
| 1   |       | Jan Kiedrowicz     | 2425 | 5,5  | 11      |
| 2   |       | Waldemar Mażul     | 2305 | 3    | 10      |
| 3   |       | Czesław Socha      | 2320 | 1    | 8       |
| 4   |       | Zygmunt Wielecki   | 2295 | 2,5  | 8       |
| 5   |       | Piotr Przybylski   | 2245 | 4,5  | 7       |
| 6   |       | Adam Cichocki      | 2280 | 6    | 11      |
| W1  |       | Joanna Jagodzińska | 2110 | 7    | 11      |

## KKS Hetman Wrocław
| Nr. | Titel | Name                  | Elo    | Pkt. | Partien |
| --- | ----- | --------------------- | ------ | ---- | ------- |
| 1   | IM    | Zbigniew Jaśnikowski  | 2365   | 3,5  | 10      |
| 2   | IM    | Franciszek Borkowski  | 2310   | 3    | 10      |
| 3   |       | Cezary Balicki        | 2410   | 3    | 8       |
| 4   |       | Janusz Żyła           | 2250   | 2    | 8       |
| 5   |       | Marek Świerczewski    | (2110) | 1,5  | 7       |
| 6   |       | Donat Brzezicki       | (2082) | 2    | 6       |
| 7   |       | Tadeusz Drelinkiewicz | 2255   | 1,5  | 6       |
| W1  |       | Bożena Kanarek        | (1700) | 0,5  | 6       |
| W2  |       | Anna Szmigielska      | (1700) | 0,5  | 5       |